# Асадов, Хикмат Асадович
Хикмат Асадович Асадов (род. 1926, Самаркандская область) — советский хозяйственный, государственный и политический деятель, Герой Социалистического Труда.

## Биография
Родился в 1926 году в Узбекской ССР. Член КПСС.
С 1943 года — на хозяйственной, общественной и политической работе. В 1943—1985 гг. — формовщик на заводе «Красный двигатель» в Самарканде, заведующий магазином, бригадир хлопководческой бригады колхоза имени Пушкина Самаркандской области, агроном, заместитель председателя правления, председатель колхоза имени Энгельса Самаркандского района Самаркандской области Узбекской ССР.
Указом Президиума Верховного Совета СССР от 20 февраля 1978 года присвоено звание Героя Социалистического Труда с вручением ордена Ленина и золотой медали «Серп и Молот». С 1958 года он работал председателем колхоза «Москва» Самаркандского района этой же области, в тепличном комбинате которого выращивались рекордные урожай непревзойдённых по качеству томатов.
По итогам работы в 8-й пятилетке (1966-1970) председатель колхоза Асадов был награждён орденом Ленина.
В 1972 году избран председателем колхоза имени Энгельса Самаркандского района, труженики которого на искусственно орошаемых землях выращивали различные фрукты и овощи для обеспечения города Самарканда. Большие площади колхоза были отведены под столовые сорта винограда высокого качества Тайфи, Каттакурган, Кара-джанджал, Нимранг, белый и черный Кишмиш, причём сорта кишмиша занимали одну треть всех колхозных виноградников и славились далеко за пределами республики.
Х. А. Асадов явился новатором выращивания рассады и овощей в тепличных комплексах, которых в Самарканде до 1967 года не было. В ноябре 1975 года он защитил диссертацию на соискание учёной степени кандидата сельскохозяйственных наук.
Указом Президиума Верховного Совета СССР от 20 февраля 1978 года за выдающиеся успехи, достигнутые во Всесоюзном социалистическом соревнований, проявленную трудовую доблесть в выполнении планов и социалистических обязательств по увеличению производства и продажи государству хлопка и других продуктов земледелия в 1977 году Асадову Хикмату присвоено звание Героя Социалистического Труда с вручением ордена Ленина и золотой медали «Серп и Молот».
Избирался депутатом Верховного Совета Узбекской ССР 10-го созыва (19811985) и Самаркандского областного Совета народных депутатов.
Награждён 2 орденами Октябрьской Революции (01.03.1965), медалями.
Ленина (08.04.1971; 20.02.1978), орденами (10.12.1973), Трудового Красного Знамени (01.03.1965) медалями.
Избирался депутатом Верховного Совета Узбекской ССР 10-го созыва.
Умер после 1985 года. 